# Hội chứng sợ chuột

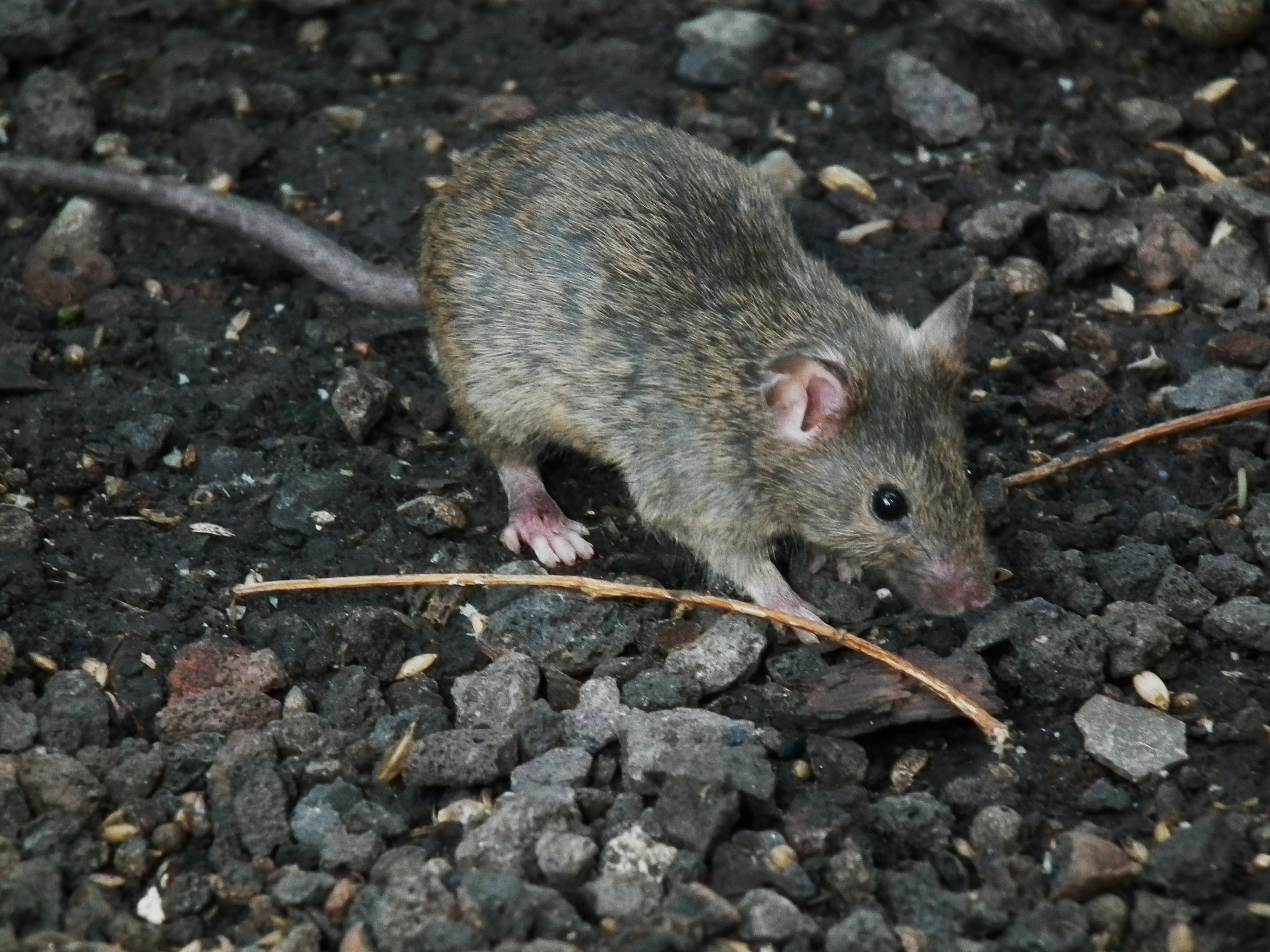
Một con chuột

Hội chứng sợ chuột hay nỗi sợ chuột là một chứng bệnh tâm lý, theo đó người bệnh có cảm giác sợ sệt những con chuột. Hội chứng sợ chuột tên gọi khoa học là: Musophobia (bắt nguồn từ tiếng Hy Lạp là μῦς có nghĩa là chuột) hay murophobia. Nỗi sợ chuột là một trong những đặc điểm hay gặp ở phụ nữ, một bức tranh biếm họa vẽ cô gái biểu diễn xiếc thú ôm lấy con sư tử hét toáng lên vì cô vừa thấy một con chuột.
Trên thực tế, chuột không chỉ phá hoại tài sản, lương thực thực phẩm mà chúng còn là nguồn gốc gây nên rất nhiều loại bệnh truyền nhiễm nguy hiểm cho con người, chuột là kẻ thù của con người về cả phương diện vật chất lẫn tinh thần. Người ta ước tính chuột có thể gây nên khoảng 35 căn bệnh khác nhau. Chúng là loài gây hại xuất hiện phổ biến trong gia đình. Bằng nỗi ám ảnh từ thuở còn thơ, bằng trực quan sinh động khi chứng kiến tập tính sinh sống của loài chuột thì chuột có đáng sợ hay không tùy thuộc vào cách phụ nữ nhìn vào chúng.
Nhiều người khắc phục bằng cách không cho gặp chuột, hoặc không cho chuột mò tới chỗ người bệnh, nhưng giải pháp đó không khả thi vì loài chuột là loài gây hại quá phổ biến. Có rất nhiều người cho rằng voi sợ chuột, bởi vì con chuột có thể bò vào trong mũi con voi làm cho voi rất khó chịu, thậm chí bị chết. Nhưng căn bản là voi không sợ chuột. Chúng ta thường nhìn thấy chuột chạy đi chạy lại trong chuồng voi nhưng voi lại chẳng để ý gì đến chúng.